# Закони на Лициний и Секстий
Законите на Лициний и Секстий (на латински: Leges Liciniae Sextiae) са закони, предложени от народните трибуни Гай Лициний Столон и Луций Секстий Латеран през 367 пр.н.е. (приети през 366 пр.н.е.), които заедно с поземления закон съдържат и най-важните решителни задължения за развитието на държавната конституция на Римската република: на върха на държавата стоят двама консула, от които може единият да е плебей, под тях стоят един претор за правораздаването и още двама едил курули.